# Upton-upon-Severn
Upton-upon-Severn (ou  'Upton on Severn' , etc. et localement simplement Upton) est une petite ville et paroisse civile  dans le district des  Malvern Hills, comté du Worcestershire, en Angleterre.

## Géographie
Le recensement de 2011 a enregistré une population de 2 881 habitants, ce qui en fait la plus petite ville du comté.
Upton est situé sur la rive ouest de la Severn et se trouve 8 km au sud-est de Malvern. 
La ville possède un clocher avec une coupole revêtue de cuivre - connue localement sous le nom de « Pepper shaker » (poivrière) - le seul vestige de l'ancienne église. Son remplacement, également dédié à saint Pierre et saint Paul, a été conçu par Sir Arthur Blomfield.

## Histoire
Jusqu'à la seconde moitié du XXe siècle, le pont d'Upton était le seul sur la Severn entre Worcester et Tewkesbury. Le pont actuel a été construit en 1940. Les soldats de Oliver Cromwell ont traversé la Severn pour remporter la bataille d'Upton (en) avant la bataille de Worcester, la principale de la guerre civile anglaise.

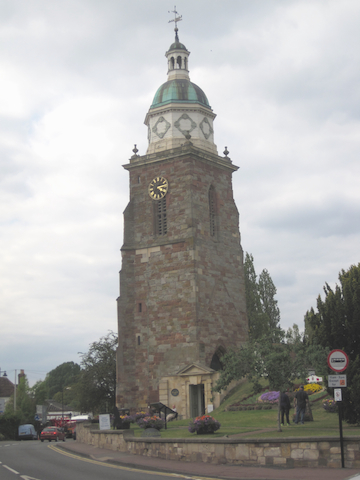
La poivrière.
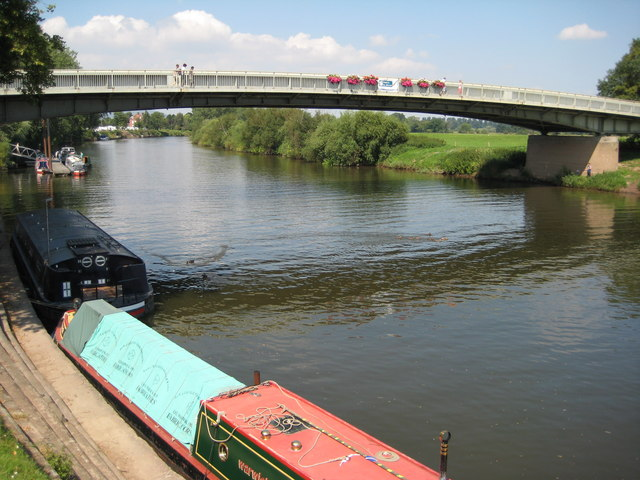
Le pont sur la Severn.
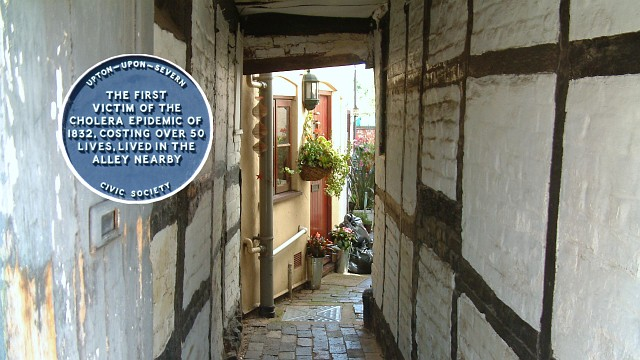
Plaque rappelant où habitait la première victime de l'épidémie de choléra de 1832

## Personnalités liées à la commune
- Nigel Mansell, ancien pilote de Formule 1 est né à Upton-upon-Severn.